# Mika Iwata
Mika Iwata (en japonés: 岩田美香, Iwata Mika) (Prefectura de Fukuoka, 10 de junio de 1996) es una luchadora profesional japonesa, reconocida por ser artista independiente en las promociones de lucha libre Sendai Girls' Pro Wrestling y Pro Wrestling Wave.

## Carrera profesional

### Circuito independiente (2015-presente)
Como independiente, Iwata es conocida por competir en múltiples promociones de la escena independiente japonesa. En Seadlinnng Let's Go Now, el 18 de mayo de 2016, formó equipo con Yuki Miyazaki en un esfuerzo perdedor contra Yumiko Hotta y Cassandra Miyagi. En Pure-J Climax, el 17 de diciembre de 2017, formó equipo con Alex Lee como "Strong Style Rush" en un esfuerzo perdedor contra Kazuki y Rydeen Hagane. En Oz Academy The Wizard Of OZ 2018 - Day 1, el 7 de enero, Iwata hizo equipo con Meiko Satomura para derrotar a Aoi Kizuki y Tsubasa Kuragaki. En TJPW The Sparkling Girl Will Fly To Hakata, un evento promovido por Tokyo Joshi Pro Wrestling el 31 de marzo de 2019, hizo equipo con Hikari Noa en un esfuerzo perdedor contra Aja Kong y Shoko Nakajima. En el Hana Kimura Memorial Show, un evento independiente producido por Kyoko Kimura para conmemorar un año desde la muerte de su hija Hana Kimura el 23 de mayo de 2021, Iwata compitió en una All-Star Battle Royal de 28 personas ganada por Ram Kaicho y en la que también participaron oponentes notables como Super Delfin, Cima, Masato Tanaka Banana Senga, Gabai Jichan, Lingerie Mutoh, Jun Kasai, Jinsei Shinzaki y muchos otros.
Iwata a menudo luchaba en promociones masculinas como talento joshi. En Wrestle-1's Tour 2018 W-Impact el 14 de febrero de 2018, hizo equipo con Natsumi Maki en un esfuerzo perdedor contra Hana Kimura y Saori Anou. En Jinsei Shinzaki 25th Anniversary Show, un evento producido por Michinoku Pro Wrestling el 24 de junio de 2018, Iwata hizo equipo con Manami y Meiko Satomura en un esfuerzo perdedor contra Ami Sato, Cassandra Miyagi y Heidi Katrina. En un house show promovido por Big Japan Pro Wrestling el 22 de septiembre de 2018, Iwata cayó ante Cassandra Miyagi. En K-DOJO K-Up Impact In Blue Field ~ 2018 Winter, un evento promovido por Kaientai Dojo el 24 de diciembre de 2018, hizo equipo con Chihiro Hashimoto como Beauty Bear para derrotar a Ayame Sasamura y Rina Shingaki.

### Sendai Girls' Pro Wrestling (2015-presente)
Iwata debutó en la lucha profesional en Sendai Girls' Pro Wrestling, en el Big Show In Niigata ~ Meiko Satomura 20th Anniversary Show, celebrado el 12 de julio de 2015, con el nombre artístico de Mika Shirahime, en el que cayó ante Aja Kong. En Sendai Girls/Stardom Sendai Girls Vs. Stardom, un evento producido en colaboración con World Wonder Ring Stardom el 12 de noviembre de 2015, Iwata hizo equipo con Cassandra Miyagi, Chihiro Hashimoto, Dash Chisako, Meiko Satomura y Sendai Sachiko como "Team Sendai Girls" en un esfuerzo perdedor contra el "Team Stardom" (Hiromi Mimura, Io Shirai, Kairi Hojo, Kris Wolf, Mayu Iwatani y Momo Watanabe) como resultado de un combate por equipos de 12 mujeres.
El 13 de junio de 2021, en el evento GAEAism Decade Of Quarter Century, Hashimoto defendió el Campeonato Mundial de las Sendai Girls y los títulos por equipos formando equipo con Dash Chisako e Iwata en un combate a tres bandas en el que también participaron Mei Hoshizuki, Mio Momono y Rin Kadokura, y en el que también estaban en juego el Campeonato vacante de la AAAW y el Campeonato por equipos de la AAAW. En JWP/Sendai Girls JWP Vs. Sendai Girls, un evento producido en colaboración con JWP Joshi Puroresu el 26 de marzo de 2017, Iwata hizo equipo con Chihiro Hashimoto y Dash Chisako en un esfuerzo perdedor contra Hanako Nakamori, Leon y Manami Katsu en un combate de seis hombres por equipos.

### Pro Wrestling Wave (2017-2019)
Iwata también es conocida por su breve paso por la Pro Wrestling Wave. Compitió en eventos emblemáticos de la promoción como el torneo Catch the Wave, haciendo su primera aparición en la edición de 2019, situándose en el "Bloque Técnico" y sumando un total de dos puntos tras enfrentarse únicamente a Sakura Hirota antes de sufrir una lesión que la inhabilitó para seguir compitiendo contra Takumi Iroha y Rin Kadokura.

## Campeonatos y logros
- Sendai Girls' Pro Wrestling
  - Sendai Girls Tag Team Championship (2 veces) – con Chihiro Hashimoto (1) y Manami (1)[18]